# 皮尼亚 (上科西嘉省)
皮尼亚（法語：Pigna，法語發音：[piɲa]）是法国上科西嘉省的一个市镇，属于卡尔维区。

## 地理
皮尼亚（42°35'58"N, 8°54'8"E）面积2.21 平方千米，位于法国上科西嘉省，该省份位于科西嘉北部，后者为地中海西部的一座岛屿，也是法国的一个单一领土集体，位于法国大陆部分的东南面，意大利半島的西面，最临近的地块是撒丁岛。
与皮尼亚接壤的市镇（或旧市镇、城区）包括：科尔巴拉、圣安东尼诺。

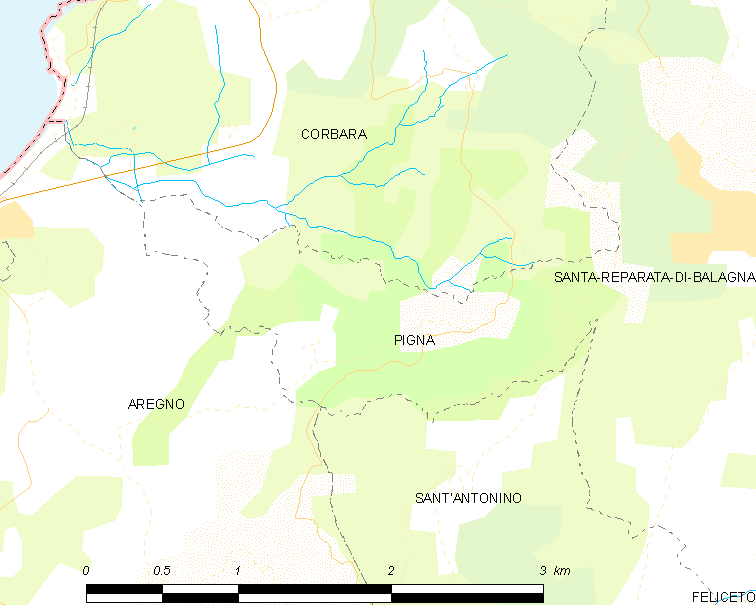
的OSM定位图

皮尼亚的时区为UTC+01:00、UTC+02:00（夏令时）。

## 行政
皮尼亚的邮政编码为20220，INSEE市镇编码为2B231。

## 政治
皮尼亚所属的省级选区为利勒鲁斯县。

## 人口

1962-2008年间人口变化图示

皮尼亚于2022年1月1日时的人口数量为122人。